# Принцепс
При́нцепс (от лат. princeps — «первый») — первый в списке древнеримских сенаторов (princeps senatus), обычно старейший из бывших цензоров, во времена империи — титул императора. 
В эпоху римской империи почётное место принцепса после трансформации стало важным атрибутом императорской власти.
В эпоху римской республики «первый» (принцепс) не имел особых полномочий и прав, кроме почётного права первым высказывать своё мнение в сенате по запросу консулов. Тем не менее, некоторые принцепсы сената пользовались большим авторитетом и нередко оказывали ощутимое влияние на политику. В период римской империи, начиная с Октавиана Августа, титул «Принцепс сената» обозначал носителя единоличной власти — императора (см. Принципат).
Титул «принцепс» не имеет государственно-правового значения, власть императора базировалась на сочетании занимаемых им магистратур. Принцепс одновременно являлся проконсулом империи, что наделяло его военной властью в императорских провинциях (в провинциях, отданных в управление сенату, легионы, как правило, не располагались). Он был верховным главнокомандующим всей римской армией.
Принцепс также был отправителем официального религиозного культа, занимая должность верховного понтифика.
От слова «принцепс» произошло впоследствии слово «принц», означающее члена правящей монархической династии.